# Lissospira
Lissospira is een geslacht van weekdieren uit de klasse van de Gastropoda (slakken).

## Soorten
- Lissospira abyssicola Bush, 1897
- Lissospira bujnitzkii (Gorbunov, 1946)
- Lissospira bushae (Dall, 1927)
- Lissospira convexa Bush, 1897
- Lissospira dalli (A. E. Verrill, 1882)
- Lissospira depressa (Dall, 1927)
- Lissospira ornata (A. E. Verrill, 1884)
- Lissospira rarinota Bush, 1897
- Lissospira striata Bush, 1897
- Lissospira valvata (Dall, 1927)